# St. Bartholomäus (Osterwaal)

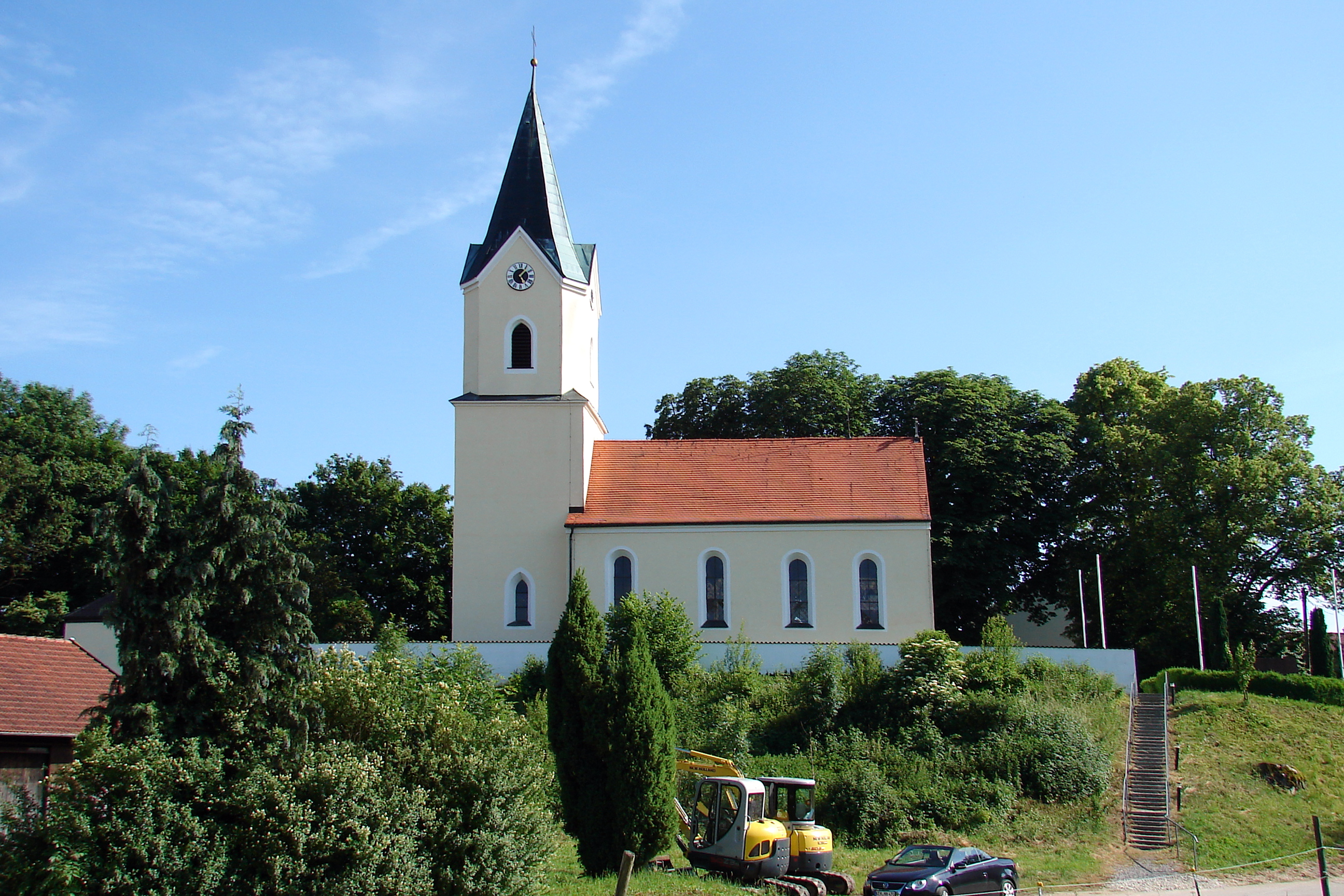
St. Bartholomäus in Osterwaal

Die römisch-katholische Pfarrkirche St. Bartholomäus steht in Osterwaal, einem Gemeindeteil des Marktes Au in der Hallertau im oberbayerischen Landkreis Freising. Sie ist in der Liste der Baudenkmäler in Au in der Hallertau als Baudenkmal unter der Nr. D-1-78-116-32 eingetragen. Die Kirche gehört zum Dekanat Geisenfeld-Pförring im Bistum Regensburg.

## Beschreibung
Das barocke Langhaus der Saalkirche wurde im 17./18. Jahrhundert nach Westen an den Chorturm, dessen untere Geschosse vom romanischen Vorgänger erhalten blieben, angebaut und 1882 verlängert. Der Turm wurde 1890 mit einem Geschoss mit abgeschrägten Ecken aufgestockt, das die Turmuhr und den Glockenstuhl enthält, und mit einem spitzen Helm bedeckt. An der Südwand des Chorturms steht die Sakristei, in deren Obergeschoss ein Oratorium untergebracht ist. An der Südwand des Langhauses befindet sich ein Vorbau, der zum Portal führt.
Der Chor im Erdgeschoss des Chorturms ist mit einem Sterngewölbe überspannt. Die Flachdecke im Innenraum des Langhauses wurde 1913 mit einer nazarenischen Deckenmalerei versehen.